# 三木眞一郎
三木 眞一郎（みき しんいちろう、1968年3月18日 - ）は、日本の男性声優。東京都世田谷区出身。81プロデュース所属。既婚。
代表作に『ポケットモンスター』（コジロウ）、『機動戦士ガンダム00』（ロックオン・ストラトス）、『BLEACH』（浦原喜助）、『頭文字D』（藤原拓海）などがある。

## 経歴
誕生後、50年近く東京都世田谷区に住んでいた。
昔から芝居が好きで、小学校時代の芸術鑑賞会で、劇団四季の『人間になりたがった猫』を観に行ってその日の夜、熱を出して寝込んでしまったという。学校を巡回していた劇団が来ていた時は、控え室までサインをもらいに行ったこともあり、このことを、その頃から芝居への熱量は高かったという。
姉が第一次声優ブームの中にいた人物のため、小学生の頃から職業としての声優は知っていた。ヤングサンデーで連載されていた漫画『TWIN』がビデオアニメになる時にしていた読者声優募集に応募。スタジオに呼ばれて現場でオーディションをして、一番セリフの多い役をもらっていた。その時は「声優できたじゃん」と自分の中で思っていたが、それはまだ中途半端な時期で、本気で声優になろうとは思っていなかった。
子どものころから声優という職に就く自分の姿が頭にあり、当然のように「できる」と思っていたが、周囲からは「儲からない」という理由で反対されていた。当時は映画『刑事物語2 りんごの詩』を見て、武田鉄矢がカッコイイと思い、事務所を調べていた。「何でもいいんで武田鉄矢さんと仕事がしたいんで入れて」とお願いしていたが、「そんなムチャな」と断られていた。
中学時代の卒業文集に、将来は「イラストレーターかアニメーターか、声優になる」と書いていたという。
高校は三木曰く共学という名前の男子校で、工業高校で、全校で女性は2人だった。高校時代は美術部で部室に閉じこもっており、文化部で唯一部室があり、学校に行って朝部室に行くと、1日出てこず、授業に出なかった。出席日数が足りなくなり、卒業できなくなるところで、あまり良い生徒ではなかった。美術部で絵を描かないとまずいため、文化祭に向けて描いていた。ただし、部員も漫画描いていた人物が多く、マンガクラブのようになってしまった。三木自身も「バイクのレーサーを目指しつつ、アニメーターもいいかナ……」と学生時代はレーサーとアニメーター志望だった。
81アクターズスタジオ第1期卒業生（前身の研究会では高山みなみや関俊彦などがいる）。友人が舞台の芝居をしており、手伝いで三木も出ており、その友人に「こういう事務所もあるよ」と教えてもらったのがのちに所属することになる81プロデュースだった。その81プロデュースに、「入れてくれ」と直接電話をしたが断られ、履歴書だけ送ったところ、研究生のオーディション案内が送られてきた。他の応募者はどこかの養成所に所属しているグループばかりで、無所属は三木だけだったがオーディションに合格。研究生の中でトップを目指し、わからないことがあればすぐ講師に聞きに行った。しかし、ひとりだけ熱心だったことが逆に仇となり、講師からは媚を売っているふうに映って煙たがられてしまったとのことで、真意を理解してもらうのに半年かかったという。同期からは妬まれており、いじめを受けていたが、三木は気にしなかった。研究生でありながら声優の仕事が入るようになり、3年制だった課程を2年で終えた。1989年、『ダッシュ!四駆郎』の神崎操役で声優デビュー。
2010年には第4回声優アワード「助演男優賞」、2014年には第8回声優アワード「富山敬賞」をそれぞれ受賞している。
2019年には声優界初の本格的レーシングチーム『VART（Voice Actors Racing Team）』を、声優の石川界人・浪川大輔・畠中祐、音響監督の三間雅文らとともに結成した。

## 人物
声種はバリトン。

### 趣味・特技
バイク・カーマニアであり、『Tipo』などの自動車雑誌に自らコラムを執筆する他、ケーターハムスーパー7、ルノー5ターボ、そして『頭文字D』で主人公の藤原拓海が劇中で乗っていた車両と同型のスプリンタートレノ（AE86型）を所有している。高校時代バイクの免許を取得しており、早生まれなため周囲に比べて損だったと語っている。免許取得前から車とバイクには慣れ親しんでいたため、取得は楽だった。また、ずっとアルバイトはしており、ファストフードに始まり転々とし、給料はバイクを買い換え買い換えで、バイクに使っているお金と時間が非常に長かったという。1996年時点では自室に「900㏄のドゥカッティ」を飾っていたという。
また、2008年には川上とも子、豊口めぐみ、水樹奈々、浪川大輔や三間雅文音響監督らとともに、ツインリンクもてぎで開催されたレーシングカート耐久レース「K-TAI」に「ロボットレーシング」のドライバーの一人として出場している。
プロの二輪ライダーを目指していたことがあったが、ある日まるで異次元の走りをする人を見て、「この世界ではプロになれない」と感じて諦めている。
特技はスノーボード。

### エピソード
キャラクターのイメージを大事にしたいという理由から、CDドラマなどのブックレット写真では、顔を隠していることが多い。また筆記コメントが簡潔なのも、作品に対する先入観を少なく、という想いからである。逆に、雑誌などで個人としてグラビアをやるのであれば、その中で自分のできるコトを出すようにしているとのこと。「僕に声帯を任せてくれた役が、僕の声で満足してくれているかなって、いつも心の中で思っていますね」と石川智晶との対談で話している。
自らの声優観として「タレントや俳優と違って声優は影の存在。僕らは声を出すことができないキャラクターの人生を再現するのが仕事です。マイクの前に立ったとき、三木眞一郎という存在には一切の価値がないんです。キャラクターの人生を立体的にして、声帯を任せてもらったキャラクターの血と肉を視聴者に届ける。だから僕は自分が“役を演じている”と思ったことはないし、恐れ多くてそんな表現を使ったこともありません」と語っている。ラジオ出演の際などに「〜を演じている」という表現を避け、「〜の声」と自己紹介しているのはそのためである。
自身が担当するキャラクターについて理解するために、監督に「役の履歴書を教えてくれ」と頼んでいる。『天空のエスカフローネ』に取り組んだとき、初めて事前に全話分のシナリオをもらって、役の履歴書を完全に理解することができ、スタジオでマイクの前に立った瞬間、憑依に近い感覚で、心が勝手に動いていくとのことで、スタジオに入っている時の記憶が全くなかったと語っている。
森久保祥太郎にたくさん芝居のアドバイスをしていたという。家の方向も全然違うが、最後の店までくっついて行って飲んでいたという。

### 私生活
2002年に元ファンの一般女性と結婚。2006年6月に自身の公式サイトで前年2005年10月に父親になったことを公表している。
長男は同じく声優の三木一眞。2025年2月2日に一眞のXアカウントにて公表された。
『頭文字D』で監修を務めた土屋圭市と親交があり、同乗走行を体験した他、ステアリングを貰ったことがあるという。

## 出演
太字はメインキャラクター。

### 劇場アニメ
1991年
- サイレントメビウス（警官）

1993年
- 蒼い記憶 満蒙開拓と少年たち（田中順平）
- みいちゃんのてのひら（警防団員）

1994年
- 餓狼伝説 -THE MOTION PICTURE-（ラオコーン・ゴーダマス）
- ダークサイド・ブルース（クリス）

1996年
- クレヨンしんちゃん ヘンダーランドの大冒険（駅員）

1998年
- 機動戦艦ナデシコ -The prince of darkness-（高杉三郎太）
- パーフェクトブルー
- 劇場版ポケットモンスター（1998年 - 2020年、コジロウ 他） - 23作品 + 短編7作品

2000年
- エスカフローネ（アレン・シェザール）

2001年
- 頭文字D Third Stage -INITIAL D THE MOVIE-（藤原拓海）

2002年
- エクスドライバー the Movie（ラルフ）

2004年
- 名探偵コナン 銀翼の奇術師（新庄功）

2005年
- AIR（橘敬介）

2006年
- 劇場版 遙かなる時空の中で 舞一夜（源頼久）
- 劇場版BLEACH MEMORIES OF NOBODY（浦原喜助）

2007年
- 劇場版BLEACH The DiamondDust Rebellion もう一つの氷輪丸（浦原喜助）
- .hack//G.U. TRILOGY（クーン）

2008年
- 劇場版 ストレイト・ジャケット（レイオット・スタインバーグ）
- 劇場版BLEACH Fade to Black 君の名を呼ぶ（浦原喜助）

2009年
- 仏陀再誕－The REBIRTH of BUDDHA（謎の僧侶 覚念）

2010年
- いばらの王 -King of Thorn-（ピーター・スティーブンス）
- 宇宙ショーへようこそ（ペット大王）
- 劇場版 機動戦士ガンダム00 -A wakening of the Trailblazer-（ロックオン・ストラトス〈ライル・ディランディ / ニール・ディランディ〉）
- 銀魂（2010年 - 2021年、坂本辰馬） - 3作品
- 劇場版 Fate/stay night UNLIMITED BLADE WORKS（アサシン）

2011年
- UN-GO episode:0 因果論（海勝麟六）
- 劇場版 そらのおとしもの 時計じかけの哀女神（空のマスター）
- トワノクオン（上代源治）
- 鋼の錬金術師 嘆きの丘の聖なる星（ロイ・マスタング）

2012年
- 劇場版 魔法少女まどか☆マギカ [前編] 始まりの物語（ホスト）
- 神秘の法（ユチカ）
- 花の詩女 ゴティックメード（ユーゴ・マウザー）

2013年
- 劇場版 トリコ 美食神の超食宝（スタージュン）
- 劇場版 薄桜鬼 第一章 京都乱舞（土方歳三）
- スタードライバー THE MOVIE（カタシロ・リョウスケ）

2014年
- 劇場版 薄桜鬼 第二章 士魂蒼穹（土方歳三）
- 楽園追放 -Expelled from Paradise-（ディンゴ〈ザリク・カジワラ〉）

2015年
- コードギアス 亡国のアキト 第3章「輝くもの天より堕つ」（ブラドー・フォン・ブライスガウ）
- 屍者の帝国（アレクセイ・カラマーゾフ）
- ハーモニー（エリヤ・ヴァシロフ）

2016年
- KING OF PRISMシリーズ（2016年 - 2025年、法月仁） - 5作品
- 新劇場版 頭文字D Legend3-夢現-（86の男）

2017年
- 劇場版 トリニティセブン（2017年 - 2019年、学園長） - 2作品
- 劇場版 黒子のバスケ LAST GAME（相田景虎）
- 打ち上げ花火、下から見るか? 横から見るか?（なずなの母の再婚相手）
- 劇場版 Fate/stay night [Heaven's Feel] I.presage flower（アサシン）

2018年
- 君の膵臓をたべたい（「僕」の父）
- K SEVEN STORIES Episode4「Lost Small World 〜檻の向こうに〜」（伏見仁希）
- 交響詩篇エウレカセブン ハイエボリューション（2018年 - 2021年、バンクス） - 2シリーズ

2019年
- 劇場版 幼女戦記（エーリッヒ・フォン・レルゲン）
- 甲鉄城のカバネリ 海門決戦（景之）
- 歎異抄をひらく（慧信房）

2020年
- 泣きたい私は猫をかぶる（カキヌマ）
- 劇場版 鬼滅の刃 無限列車編（竈門炭十郎）

2021年
- フラ・フラダンス（日羽の父）
- さよなら、ティラノ（ティラノ）
- 劇場版 呪術廻戦 0（日下部篤也）

2022年
- 名探偵コナン ハロウィンの花嫁（萩原研二）
- バブル（関東マッドロブスター・リーダー）

2024年
- BLOODY ESCAPE -地獄の逃走劇-（ウルラ）

2025年
- 劇場版 鬼滅の刃 無限城編 第一章 猗窩座再来（竈門炭十郎）

### OVA
1989年
- 爆走サーキット・ロマン TWIN
- イース（自衛団員）
- 魔狩人 デーモンハンター（生徒C）

1990年
- A.D.POLICE
- 楳図かずおの呪い
- ガッデム（エリック）
- BE-BOP-HIGHSCHOOL（天保工業不良B）
- 魔物ハンター妖子2（佐野）
- 緑野原迷宮

1991年
- DETONATORオーガン
- BURN-UP
- 炎の転校生

1992年
- 創世機士ガイアース（フェイク）
- BASTARD!! -暗黒の破壊神-（1992年 - 1993年、兵士 他）
- 三毛猫ホームズの幽霊城主

1993年
- ジェノサイバー 虚界の魔獣
- 特捜戦車隊ドミニオン（鑑識官）
- モルダイバー

1994年
- 青空少女隊（石動拓也）
- I・R・I・A ZEIRAM THE ANIMATION（警備B）
- 快楽の方程式 LEVEL-C（本城一臣）
- GATCHMAN（ブラックバード）
- キャプテン翼 最強の敵!オランダユース（若林源三）
- 今日から俺は!!（1994年 - 1996年、佐川、増田 他）
- 湘南純愛組!（木田）
- プラスチックリトル
- プリンセス・ロード〜薔薇と髑髏の紋章〜（アンドレアス）※18禁作品
- マーズ（P-3Cパイロット）
- ワイルド7（秘書）

1995年
- SMガールズ セイバーマリオネットR（サンチェスト）
- お天気お姉さん（宮本） - 2作品
- 下級生 MY PRETTY CLASS STUDENT（七星かける）
- 紺碧の艦隊（鈴木恒明）
- プリンセス・ミネルバ（ヤァ・マハ）

1996年
- ウェディングピーチDX（柳葉和也）
- お嬢様捜査網（モルコフ）
- 覚悟のススメ（カズ）
- カメレオン5（新屋力）
- KEY THE METAL IDOL（1996年 - 1997年、吊木光）
- 小鉄の大冒険（向井賢一）
- 時空冒険 ぬうまもんじゃ〜（ジョニー）
- タトゥーン★マスター（ハイドラ江田）
- ふしぎ遊戯（夕城奎介）

1997年
- 世紀末麗魔伝キメイラ（ジョン・ロイ）
- B'T-X NEO（冥夢）
- ふしぎ遊戯 第二部（夕城奎介）
- 真奈美&ナミ スプライト（雅也）

1998年
- 青の6号（ユン、尹明海）
- 吸血姫美夕 Integral（ラヴァ）
- 銀河英雄伝説外伝 千億の星、千億の光（マルティン・ブーフホルツ）
- ジオブリーダーズ（田波洋一）
- スレイヤーズえくせれんと（アルフォンス）
- 鉄拳 -TEKKEN-（リー・チャオラン）
- ポケットモンスター（1998年 - 2011年、イシツブテ、ニョロモ、コータス、ゴース、ヌマクロー、ナエトル、ハヤシガメ、ドダイトス、ダルマッカ） - 11作品
- MASTERキートン（フランク・ミラー）

1999年
- 最遊記（焔椎）
- 卒業M〜オレ達のカーニバル〜（鴬谷雪之丞）
- 太陽の船 ソルビアンカ（ブースター）
- 超神姫ダンガイザー3（1999年 - 2001年、D・D）
- ヴァイスクロイツ verbrechen / strafe（ヨージ）
- HARLOCK SAGA ニーベルングの指環（ファフナー）

2000年
- エクスドライバー（藤堂奨）
- sin THE MOVIE（ティム）
- 天使禁猟区（カタン）

2001年
- ふしぎ遊戯 外伝-永光伝-（夕城奎介）

2002年
- I'll/CKBC（山崎義生）
- 頭文字D Battle Stage（藤原拓海）
- .hack//GIFT（クリム）
- 遙かなる時空の中で-紫陽花ゆめ語り-（源頼久）

2003年
- アクエリアンエイジSagaII〜Don't forget me…〜（レイ・アルカード）
- 機動新撰組 萌えよ剣（平賀源内）
- サブマリン707R（アーサー）
- .hack//SIGN（クリム）
- 遙かなる時空の中で2-白き龍の神子-（源頼忠）
- 羊のうた（水無瀬）

2004年
- 頭文字D to the Next Stage 〜プロジェクトDへ向けて〜（藤原拓海）
- 王ドロボウJING in Seventh Heaven（ポスティーノ）
- 春を抱いていた（香藤洋二）
- らいむいろ戦奇譚 南国夢浪漫（馬飼新太郎）

2005年
- 最終兵器彼女〜Another love song〜（テツ）
- スーパーロボット大戦ORIGINAL GENERATION THE ANIMATION（リュウセイ・ダテ）
- 聖闘士星矢 冥王ハーデス冥界編（アイアコス）
- 天上天下 ULTIMATE FIGHT（ボブ牧原）
- パパとKISS IN THE DARK（宗方鏡介）

2006年
- フルメタル・パニック! わりとヒマな戦隊長の一日（クルツ・ウェーバー）
- 舞-乙HiME Zwei（ワッタール・イシガーミン）

2007年
- 頭文字D Battle Stage 2（藤原拓海）
- 今日からマ王! R（眞王）
- 真救世主伝説 北斗の拳 ユリア伝（レイ）
- ストレイト・ジャケット（レイオット・スタインバーグ）
- .hack//G.U. Returner（クーン）
- 冬の蝉（草加十馬）

2008年
- 頭文字D Extra Stage 2 〜旅立ちのグリーン〜（藤原拓海）
- 「イマジンあにめ」（ジーク）
- 劇場版銀魂 〜白夜叉降誕〜 予告篇（坂本辰馬）
- バットマン ゴッサムナイト（ブルース・ウェイン）

2009年
- 聖闘士星矢 THE LOST CANVAS 冥王神話（シオン）
- 腐女子の品格（セム）

2011年
- カーニバル・ファンタズム（アサシン）
- かってに改蔵（マリオ）
- SUPERNATURAL: THE ANIMATION（ジェイク）
- 薄桜鬼 雪華録（土方歳三）

2012年
- 間の楔 第2期（カッツェ）
- Holy Knight（クリフ）

2013年
- 暗殺教室（レッドアイ）※ジャンプスーパーアニメツアー2013上映作品

2014年
- 銀魂「布団に入ってから拭き残しに気付いて寝るに寝れない時もある」（坂本辰馬）※コミックス第58巻DVD同梱版

2015年
- トリアージX（犬鳴慎一郎）※コミックス12巻Blu-ray付き限定版

2018年
- ReLIFE 完結編（上司）

2021年
- Fate/Grand Carnival（ヴァン・ホーエンハイム・パラケルスス）

### Webアニメ
2005年
- リーンの翼（コットウ・ヒン）

2006年
- 戦慄のミラージュポケモン（コジロウ）

2008年
- めぐみ（同僚）

2015年
- アニメで分かる心療内科（心内療）
- ニンジャスレイヤー フロムアニメイシヨン（ナカタ）

2016年
- 暦物語（貝木泥舟）

2018年
- 衛宮さんちの今日のごはん（アサシン）

2019年
- スーパードラゴンボールヒーローズ 宇宙騒乱編プロモーションアニメ（ザマス）
- 銀河英雄伝説 Die Neue These 星乱（ワルター・フォン・シェーンコップ）

2020年
- 爆丸アーマードアライアンス（2020年 - 2021年、ベントン・ダスク）

2021年
- 銀魂 THE SEMI-FINAL 真選組篇（2021年、坂本辰馬）
- 爆丸ジオガンライジング（2021年、ベントン・ダスク）
- スター・ウォーズ：ビジョンズ
  - 九人目のジェダイ（ジーマ）

2022年
- 爆丸エボリューションズ（2022年 - 2023年、ベントン・ダスク）

2023年
- 爆丸レジェンズ（ベントン・ダスク）
- 境界戦機 極鋼ノ装鬼（三澤ジン）
- 崩壊:スターレイル ショートアニメ（応星 / 刃）
- PLUTO（男）
- Fate/Grand Order 藤丸立香はわからない（2023年 - 2024年、佐々木小次郎、レオニダス一世、フィン・マックール） - 1シリーズ + 特別編

2024年
- T・Pぼん（研究者）
- BEASTARS FINAL SEASON（ヤフヤ）
- UZUMAKI: Animated TV Series（斎藤秀一）

### ゲーム
1993年
- 機装ルーガ（1993年 - 1995年、ヴァイス） - 2作品

1994年
- バーチャファイターシリーズ（1994年 - 2021年、結城晶） - 11作品
- バステッド（ラルグライム）
- ウルトラセブン - 地球防衛作戦 -（アラキ隊員）
- バトルZEQUE伝

1995年
- ガンナーズヘヴン（ヴァイカート）
- ストリートファイターZERO シリーズ（1995年 - 2006年、サガット、ナレーション） - 6作品

1996年
- TIZ -Tokyo Insect Zoo-（ハンミョウ）
- デアラングリッサーFX（スコット）
- ストームブレード（ラッキー・J・ストライカー）
- 新スーパーロボット大戦（リュウセイ・ダテ、兵士）
- 人造人間ハカイダー -ラストジャッジメント-（グルジェフ）
- Princess Quest（ウィロー）

1997年
- EOS〜Edge of Skyhigh〜（ジュリアス）
- この世の果てで恋を唄う少女YU-NO（豊富秀夫）
- スタンバイSay You!（高木淳）
- 天外魔境 第四の黙示録（純銀のブリザード）
- 天空のエスカフローネ（アレン）

1998年
- エアガイツ（セフィロス）
- 機動戦艦ナデシコ The blank of 3years（高杉三郎太）
- 金田一少年の事件簿 星見島 悲しみの復讐鬼（大山孝志）
- サウザンドアームズ（ソウシ・マホロバ）
- サクラ大戦2 〜君、死にたもうことなかれ〜（天笠士郎）
- スーパーロボットスピリッツ（リュウセイ・ダテ）
- デストレーガ（ファルマ）
- 爆走兄弟レッツ&ゴー!! エターナルウィングス（エーリッヒ）
- プリンセスクエスト（ウィロー）
- リアルロボッツファイナルアタック（リュウセイ・ダテ）

1999年
- アークザラッドIII（ヴェルハルト）
- エスピオネージェンツ（シャルル・ファルー）
- 北へ。〜White illumination〜（蒼き月の夜）
- 機動戦艦ナデシコ NADESICO THE MISSION（高杉三郎太）
- グローランサー（アリオスト）
- 後夜祭（鈴木悟）
- サーカディア（影守聖）
- 私立ジャスティス学園 熱血青春日記2（波川流）
- 真・魔装機神 PANZER WARFARE（ケイゴ＝クルツ＝フェルディナン）
- スーパーヒーロー作戦（リュウセイ・ダテ）
- 大乱闘スマッシュブラザーズシリーズ（1999年 - 2018年、リザードン、ヒトカゲ、ヒトデマン、ハッサム、ダークライ、アキラ〈結城晶〉） - 6作品
- デバイスレイン（J.B.）
- ときめきメモリアルドラマシリーズ Vol.3 旅立ちの詩（沢渡透）
- 爆走デコトラ伝説2 男人生夢一路（大蔵）
- 悠久幻想曲3 Perpetual Blue（ゼファー・ボルティ）
- レジェンドオブドラグーン（アルバート）

2000年
- CAPCOM VS. SNK MILLENNIUM FIGHT 2000（サガット）
- CARRIER（ロバート・イーグルフェザー）
- スーパーロボット大戦α（リュウセイ・ダテ）
- タツノコファイト（ヴォルター〈バッテリング〉）
- デビルマン（不動明 / デビルマン）
- トリコロールクライシス（アルク・シャール）
- 遙かなる時空の中で（源頼久）
- 燃えろ!ジャスティス学園（波川流）
- 悠久組曲 All Star Project（ゼファー・ボルティ）
- ロックマンDASH2 エピソード2 大いなる遺産（ジジ）

2001年
- AIR（橘敬介）
- アドベンチャーオブ東京ディズニーシー 〜失われた宝石の秘密（アラジン、セサミ）
- CAPCOM VS. SNK MILLENNIUM FIGHT 2000 PRO（サガット）
- CAPCOM VS. SNK 2 MILLIONAIRE FIGHTING 2001（サガット）
- グローランサーII（アリオスト）
- スーパーロボット大戦α外伝（リュウセイ・ダテ）
- SPIDER-MAN（スパイダーマン / ピーター・パーカー、強盗、ヒューマントーチ）
- 悪魔雀〜デビルマージャン〜（不動明 / デビルマン、ゼノン）
- 遙かなる時空の中で2（源頼忠）
- Fragrance Tale（クレイドル）
- ロックマンX6

2002年
- 王子さまLV1（レイヴン・ロストハート）
- 学園ヘヴン BOY'S LOVE SCRAMBLE!（成瀬由紀彦）
- ガレリアンズ:アッシュ（アッシュ）
- 機動新撰組 萌えよ剣（平賀源内）
- GALAXY ANGEL（エオニア・トランスバール）
- キングダム ハーツ（アラジン）
- グランディア エクストリーム（エヴァン）
- スーパーロボット大戦IMPACT（高杉三郎太）
- SPIDER-MAN2 〜ENTER:ELECTRO〜（スパイダーマン）
- ときめきメモリアル Girl's Side（三原色）
- 星のまほろば（江藤水史）

2003年
- 頭文字D Special Stage（藤原拓海）
- ヴィーナス&ブレイブス〜魔女と女神と滅びの予言〜（イゴール）
- オペレーターズサイド（アレン・オザワ）
- 怪盗アプリコット（屋敷渉）
- 最終兵器彼女（テツ）
- 第2次スーパーロボット大戦α（ラッセ・ルンベルク）
- 探偵学園Q 奇翁館の殺意（湯河昭二、七海光太郎）
- 遙かなる時空の中で-盤上遊戯-（源頼久）

2004年
- 学園ヘヴン BOY'S LOVE SCRAMBLE! Type B（成瀬由紀彦）
- キングダム ハーツ チェイン オブ メモリーズ（アラジン）
- 空の森 〜追憶ノ棲ム館〜（桜庭隼人）
- スーパーロボット大戦MX / MXポータブル（2004年 - 2005年、タカスギ・サブロウタ） - 2作品
- テイルズ オブ リバース（ミルハウスト・セルカーク）
- 幕末恋華 新選組（斎藤一）
- 遙かなる時空の中で3（有川将臣）
- プリンス・オブ・ペルシャ 時間の砂（プリンス）

2005年
- キングダム ハーツII（アラジン）
- 新選組群狼伝（永倉新八）
- 第3次スーパーロボット大戦α 終焉の銀河へ（リュウセイ・ダテ）
- .hack//fragment（クリム）
- BALDR FORCE EXE（野々村優哉）
- 遙かなる時空の中で3 十六夜記（有川将臣）
- 遙かなる時空の中で 八葉抄（源頼久）
- BLEACH 〜選ばれし魂〜（浦原喜助）
- BLEACH 〜ヒート・ザ・ソウル〜（浦原喜助）
- BLEACH 〜ヒート・ザ・ソウル〜2（浦原喜助）
- 魔探偵ロキ RAGNAROK 魔妖画 〜失われた微笑〜（闇野竜介）
- LIVE×EVIL 灼熱のエデマ（コウ・テラカド）

2006年
- 頭文字D STREET STAGE（藤原拓海）
- 学園アリス〜きらきら☆メモリーキッス（ペルソナ）
- ガンパレード・オーケストラ 緑の章 〜狼と彼の少年〜（先内剣）
- 機動戦士ガンダム スピリッツオブジオン（ロビン・ブラッドジョー中尉）
- グローランサーV Generations（クライアス）
- SAMURAI 7（キュウゾウ）
- サモンナイト4（セイロン）
- ゼノサーガI・II（ヘルマン）
- .hack//G.U.（2006年 - 2017年、クーン） - 4作品
- バテン・カイトスII 始まりの翼と神々の嗣子（ジャコモ）
- 花帰葬（玄冬）
- 遙かなる時空の中で3 運命の迷宮（有川将臣）
- 遙かなる時空の中で 舞一夜（源頼久）
- BLEACH 〜放たれし野望〜（浦原喜助）
- BLEACH 〜ブレイド・バトラーズ〜（浦原喜助）
- BLEACH 〜ヒート・ザ・ソウル〜3（浦原喜助）
- 炎の宅配便（ブラックジロー）
- ラスト・エスコート〜深夜の黒蝶物語〜（鷹見彬）

2007年
- 頭文字D Arcade Stage 4（藤原拓海）
- 銀魂 万事屋ちゅ〜ぶ ツッコマブル動画（坂本辰馬）
- キングダム ハーツ Re:チェイン オブ メモリーズ（アラジン）
- スーパーロボット大戦OG ORIGINAL GENERATIONS（リュウセイ・ダテ）
- スーパーロボット大戦OG外伝（リュウセイ・ダテ）
- 聖闘士星矢 冥王ハーデス十二宮編（アイアコス）
- チョコボの不思議なダンジョン 時忘れの迷宮（シド）
- Fate/stay night [Realta Nua]（アサシン〈佐々木小次郎〉、ベディヴィエール） - PS2版
  - とびだせ!トラぶる花札道中記（アサシン）
  - フェイト/タイガーころしあむ（アサシン）

- BLEACH 〜ブレイド・バトラーズ2nd〜（浦原喜助）
- BLEACH 〜ヒート・ザ・ソウル〜4（浦原喜助）
- LIVE×EVIL 熱砂のプロメテウス（コウ・テラカド）

2008年
- 頭文字D EXTREME STAGE（藤原拓海）
- インフィニット アンディスカバリー（エドアルド）
- 機動戦士ガンダム00（ロックオン・ストラトス）
- 機動戦士ガンダム00 ガンダムマイスターズ（ロックオン・ストラトス）
- 銀のエクリプス（アーヤ）
- シドとチョコボの不思議なダンジョン 時忘れの迷宮DS+（シド）
- スーパーロボット大戦A PORTABLE（高杉三郎太）
- スターオーシャン2 Second Evolution（ルシフェル）
- チョコボと魔法の絵本 魔女と少女と5人の勇者（シド）
- テイルズ オブ ハーツ（クリード・グラファイト）
- 薄桜鬼 〜新選組奇譚〜（土方歳三）
- 遙かなる時空の中で4（柊）
- 遙かなる時空の中で 夢浮橋（源頼久、源頼忠、有川将臣）
- Fate/unlimited codes（アサシン）
- フェイト/タイガーころしあむ アッパー（アサシン）
- BLEACH 〜ヒート・ザ・ソウル〜5（浦原喜助）
- BLEACH 〜ソウル・カーニバル〜（浦原喜助）
- ブレイザードライブ（クロキ）
- らき☆すた 〜陵桜学園 桜藤祭〜（殿鬼ガイ）

2009年
- Another Time Another Leaf 鏡の中の探偵（アイヴァン・ローチ）
- 頭文字D Arcade Stage 5（藤原拓海）
- SDガンダム GGENERATION シリーズ（2009年 - 2025年、ロックオン・ストラトス〈ニール・ディランディ、ライル・ディランディ〉、マイキャラクターボイス壮年3〈OVER WORLD〉） - 6作品
- 鋼の錬金術師 FULLMETAL ALCHEMIST（2009年 - 2022年、ロイ・マスタング） - 5作品
- 薄桜鬼 ポータブル（土方歳三）
- 薄桜鬼 随想録（土方歳三）
- 遙かなる時空の中で 夢浮橋 Special（源頼久、源頼忠、有川将臣）
- BLEACH 〜ヒート・ザ・ソウル〜6（浦原喜助）
- BLEACH 〜ソウル・カーニバル2〜（浦原喜助）
- ポケパークWii 〜ピカチュウの大冒険〜

2010年
- Another Century's Episode:R（クルツ・ウェーバー、リュウセイ・ダテ）
- 裏切りは僕の名前を知っている -黄昏に堕ちた祈り-（祗王橘）
- 英雄伝説 零の軌跡（ランディ・オルランド）
- 仮面ライダー クライマックスヒーローズ オーズ（仮面ライダー電王 超クライマックスフォーム）
- 仮面ライダーバトル ガンバライド（仮面ライダー電王 ウイングフォーム）
- 機動戦士ガンダム エクストリームバーサス（2010年 - 2016年、ロックオン・ストラトス〈ニール・ディランディ、ライル・ディランディ〉） - 4作品
- ケイオスリングス（ギャリック）
- 斬撃のREGINLEIV（ヴェルンド）
- SANGOKU CHAOS 〜三国CHAOS〜（曹洪、諸葛亮）
- ソニック&セガ オールスターズ レーシング（結城晶）
- 三国恋戦記〜オトメの兵法!〜（玄徳）
- TAKUYO Mix Box 〜ファーストアニバーサリー〜（屋敷渉）
- .hack//Link（クリム、クーン）
- 薄桜鬼 DS（土方歳三）
- 薄桜鬼 随想録 ポータブル（土方歳三）
- 薄桜鬼 遊戯録（土方歳三）
- 薄桜鬼 巡想録（土方歳三）
- 薄桜鬼 黎明録（土方歳三）
- B's-LOG パーティー♪（土方歳三）

2011年
- 頭文字D ARCADE STAGE 6 AA（藤原拓海）
- 英雄伝説 碧の軌跡（ランディ・オルランド）
- エルシャダイ（イーノック、アルマロス、メトセラ）
- お菓子な島のピーターパン 〜Sweet Never Land〜（シザー＝ガビアルウォッチ）
- 学園ヘヴン おかわりっ!（成瀬由紀彦）
- 仮面ライダー クライマックスヒーローズ フォーゼ（仮面ライダー電王 超クライマックスフォーム）
- 忍道2 散華（火祭りのゼン）
- STAR DRIVER 輝きのタクト 銀河美少年伝説（カタシロ・リョウスケ）
- Star Project（トリアンダーフィロ・ブレ・キュアノス）
- セブンスドラゴン2020
- 第2次スーパーロボット大戦Z 破界篇 / 再世篇（2011年 - 2012年、青山圭一郎、ロックオン・ストラトス〈ニール・ディランディ、ライル・ディランディ〉） - 2作品
- ドラゴンボールヒーローズ（2011年 - 2017年、ザマス / 合体ザマス、フリーザ一族アバター〈ヒーロータイプ〉） - 6作品
- トリコ グルメサバイバル!（スタージュン）
- 薄桜鬼 3D（土方歳三）
- 薄桜鬼 随想録 DS（土方歳三）
- 薄桜鬼 遊戯録 DS（土方歳三）
- 薄桜鬼 黎明録 ポータブル（土方歳三）
- ファンタシースターポータブル2 インフィニティ（ワイナール）
- 文明開華 葵座異聞録（諏訪七巳）
- ポケパーク2 〜Beyond the World〜
- 魔人と失われた王国（トゥペレアクル）
- LEGEND of VALHALLA 〜レジェンド オブ ヴァルハラ〜（ソラリス）

2012年
- アブナイ★恋の捜査室（穂積泪）
- 英雄伝説 零の軌跡 Evolution（ランディ・オルランド）
- エクストルーパーズ（リーガン・ワッツ）
- エルクローネのアトリエ 〜Dear for Otomate〜（エルハルト）
- 鬼武者Soul（今川義元、宇喜多直家、長宗我部元親、有馬晴信、大友宗麟、森蘭丸 他）
- 仮面ライダー クライマックスヒーローズ フォーゼ（仮面ライダー電王 超クライマックスフォーム）
- キミカレ〜新学期〜（綾瀬川彩人）
- 源狼 GENROH（佐藤継信）
- Confidential Money 〜300日で3000万ドル稼ぐ方法〜（ダニエル・ジョンソン）
- 星葬ドラグニル（コバック）
- DEAD OR ALIVE 5（アキラ）
- 特殊報道部（熊崎）
- トリコ グルメサバイバル!2（スタージュン）
- トリコ グルメモンスターズ!（スタージュン）
- 薄桜鬼 幕末無双録（土方歳三）
- 薄桜鬼 黎明録 DS（土方歳三）
- 薄桜鬼 黎明録 名残り草（土方歳三）
- 薄桜鬼 遊戯録弐 祭囃子と隊士達（土方歳三）
- ヒーローズファンタジア（レナード）
- 百鬼夜行〜怪談ロマンス〜（宮前慎二）
- BLACK WOLVES SAGA -Bloody Nightmare-（ネッソ・ガーランド）
- BLACK WOLVES SAGA -Last Hope-（ネッソ・ガーランド）
- PROJECT X ZONE（結城晶）
- 文明開華 葵座異聞録 再演（諏訪七巳）
- 嫁コレ（土方歳三）
- ROBOTICS;NOTES（澤田敏行）
- オール仮面ライダー ライダージェネレーション2（ジーク / 仮面ライダー電王 ウイングフォーム）

2013年
- イナズマイレブンGO ギャラクシー ビッグバン/スーパーノヴァ（ポトムリ・エムナトル）
- 裏語 薄桜鬼（土方歳三）
- 銀魂のすごろく（坂本辰馬）
- ゴッドイーター2（真壁ハルオミ）
- 三国恋戦記〜オトメの兵法!〜 思いでがえし（玄徳）
- ジョジョの奇妙な冒険 オールスターバトル（ジャイロ・ツェペリ）
- スーパーロボット大戦OG INFINITE BATTLE（リュウセイ・ダテ）
- スーパーロボット大戦UX（コットウ・ヒン、ロックオン・ストラトス〈ライル・ディランディ〉）
- 聖闘士星矢 ブレイブ・ソルジャーズ（アイアコス）
- セブンスドラゴン2020-II
- Tiny×MACHINEGUN（ライアン・ジェンキンス）
- テイルズ オブ ハーツ R（クリード・グラファイト）
- DEAD OR ALIVE 5 ULTIMATE（アキラ）
- トリコ グルメガバトル!（スタージュン）
- 薄桜鬼 鏡花録（土方歳三）
- 百物語〜怪談ロマンス〜（宮前慎二）
- BEYOND: Two Souls（ライアン・クレイトン）
- LORD of VERMILION III（アズーラ）

2014年
- 穢翼のユースティア Angel's blessing（ジークフリード・グラード）
- アサシン クリード ユニティ（アルノ・ヴィクトル・ドリアン）
- 英雄伝説 碧の軌跡 Evolution（ランディ・オルランド）
- 仮面ライダー サモンライド!（ジーク / 仮面ライダー電王 超クライマックスフォーム）
- 仮面ライダー バトライド・ウォーII（ジーク / 仮面ライダー電王 ウイングフォーム）
- 神撃のバハムート（アラミス、ワルツ）
- スーパーヒーロージェネレーション（ジーク / 仮面ライダー電王、ケルディムガンダム）
- 絶対絶望少女 ダンガンロンパ Another Episode（塔和灰慈）
- 戦国BASARA4（後藤又兵衛）
- 第3次スーパーロボット大戦Z 時獄篇 / 天獄篇（2014年 - 2015年、ロックオン・ストラトス〈ライル・ディランディ〉、青山圭一郎、クルツ・ウェーバー） - 2作品
- 電撃文庫 FIGHTING CLIMAX（結城晶）
- 薄桜鬼SSL 〜sweet school life〜（土方歳三）
- はじめの一歩（沢村竜平）
- Fate/hollow ataraxia（アサシン〈佐々木小次郎〉）
- マギ 新たなる世界（イスナーン）
- 魔女王（マリオン＝ナイトハルト）
- ロストディメンション（ソウジロウ・サガラ）

2015年
- アブナイ恋の捜査室 〜Eternal Happiness〜（穂積泪）
- ケイオスドラゴン 混沌戦争（ダイム・ディアス）
- ゴッドイーター2 レイジバースト（真壁ハルオミ）
- PSYCHO-PASS サイコパス 選択なき幸福（剱拓真）
- ジョジョの奇妙な冒険 アイズオブヘブン（ジャイロ・ツェペリ）
- スーパーロボット大戦BX（ロックオン・ストラトス〈ライル・ディランディ〉、高杉三郎太）
- 聖闘士星矢 ソルジャーズ・ソウル（アイアコス）
- 絶対階級学園〜Eden with roses and phantasm〜（エドワード高崎）
- 戦国BASARA4 皇（後藤又兵衛）
- セブンナイツ（絶対守護者 ルディ）
- 戦魂-SENTAMA-（徳川家康、北条氏康）
- DEAD OR ALIVE 5 LAST ROUND（アキラ）
- 電撃文庫 FIGHTING CLIMAX IGNITION（結城晶）
- 薄桜鬼 真改（土方歳三）
- 薄桜鬼 随想録 面影げ花（土方歳三）
- BAD APPLE WARS（バケツ先生）
- Fate/Grand Order（2015年 - 2023年、レオニダス一世、佐々木小次郎、ヴァン・ホーエンハイム・パラケルスス、フィン・マックール） - 2作品
- PROJECT X ZONE 2:BRAVE NEW WORLD（結城晶）
- 夢王国と眠れる100人の王子様（ロイエ、土方歳三）

2016年
- アイカツ! フォトonステージ!!（虹ヶ原マコト）
- 仮面ライダー バトライド・ウォー創生（ジーク / 仮面ライダー電王 ウイングフォーム）
- クロバラノワルキューレ Black Rose Valkyrie（風見ナオユキ）
- サモンナイト6 失われた境界たち（セイロン）
- シノビナイトメア（ハオウマル）
- 白猫プロジェクト（ヨシナカ)
- スーパーロボット大戦OG ムーン・デュエラーズ（リュウセイ・ダテ）
- セバスチャン・ローブ ラリー EVO（セバスチャン・ローブ）
- 7'scarlet（叢雲ユヅキ）
- 戦国BASARA 真田幸村伝（後藤又兵衛）
- ドラゴンボールヒーローズゴッドミッション10弾（ザマス）
- 薄桜鬼 真改 華ノ章（土方歳三）
- ヤマトクロニクル創世（イザナギ）
- ワールド オブ ファイナルファンタジー（エドガー）
- 文豪とアルケミスト（菊池寛）

2017年
- ファイアーエムブレム ヒーローズ（2017年 - 2025年、謎の男 / ブルーノ〈ザカリア〉）
- フォーオナー（大蛇〈男〉）
- スーパーロボット大戦V（ロックオン・ストラトス〈ライル・ディランディ〉、タカスギ・サブロウタ）
- 遙かなる時空の中で3 Ultimate（有川将臣）
- ガールフレンド（仮）（悪彦星、悪参拝客）
- ガンダムバーサス（ロックオン・ストラトス〈ニール・ディランディ〉）
- ザ・ロストチャイルド（イーノック、段田リオン）
- スターオーシャン:アナムネシス（ルシフェル）
- 仁王（真田幸村）
- 英雄伝説 閃の軌跡 III（ランドルフ・オルランド）
- 刀剣乱舞 ONLINE（2017年 - 2024年、大般若長光）
- グランブルーファンタジー（2017年 - 2023年、ザ・スター、グンター、坂本辰馬）
- オトメ勇者（クロービス）
- コード・オブ・ジョーカー THE AGENTS（ノア、ジキル&ハイド、英雄聖王アーサー）

2018年
- 茜さすセカイでキミと詠う（坂本龍馬、土方歳三）
- 銀魂乱舞（坂本辰馬）
- 七つの大罪 ブリタニアの旅人（スレイダー）
- 遙かなる時空の中で Ultimate（源頼久）
- ドラゴンボール ファイターズ（ザマス / ザマス〈合体〉）
- ポポロクロイス物語 〜ナルシアの涙と妖精の笛（ディケイド）
- フルメタル・パニック！ 戦うフー・デアーズ・ウィンズ（クルツ・ウェーバー）
- ゼノブレイド2（マウマウ）
- ゼノブレイド2 黄金の国イーラ（ミノチ）
- 戦姫絶唱シンフォギアXD UNLIMITED（アダム）
- 英雄伝説 閃の軌跡IV -THE END OF SAGA-（ランディ・オルランド）
- ゲシュタルト・オーディン（土方歳三）
- 機動戦士ガンダム エクストリームバーサス2（2018年 - 2025年、ロックオン・ストラトス〈ニール・ディランディ、ライル・ディランディ〉） - 4作品
- 逆転オセロニア（ナルシサス）
- あんさんぶるスターズ!（氷鷹誠矢）
- IdentityV 第五人格（2018年 - 2021年、探偵 オルフェウス / 小説家 オルフェウス）
- 共闘ことばRPG コトダマン（2018年 - 2023年、結城晶、ロイ・マスタング、坂本辰馬、貝木泥舟）

2019年
- 仮面ライダーバトル ガンバライド（2019年 - 2020年、仮面ライダー電王 ウイングフォーム / 超クライマックスフォーム）
- 非人類学園 Extraordinary Ones（広目天）
- ウィザーズ シンフォニー（ヴァシレウス）
- スーパーロボット大戦X-Ω（2019年 - 2020年、リュウセイ・ダテ）
- スーパーロボット大戦T（タカスギ・サブロウタ）
- トリニティセブン -夢幻図書館と第7の太陽-（学園長）
- テイルズ オブ ザ レイズ（クリード・グラファイト、ルシフェル）
- ドラえもん のび太の牧場物語（ロコッド）
- 戦国BASARA バトルパーティー（後藤又兵衛）
- キルラキル ザ・ゲーム -異布-（美木杉愛九郎）
- 妖怪餐廳（琴師）
- スーパーロボット大戦DD（2019年 - 2023年、ロックオン・ストラトス〈ニール・ディランディ、ライル・ディランディ〉、クルツ・ウェーバー、リュウセイ・ダテ）
- 快感♥フレーズ CLIMAX -NEXT GENERATION-（藤堂雪文）
- OVERHIT（暁月）
- HUNTER×HUNTER グリードアドベンチャー（ノヴ）

2020年
- ドラゴンクエストライバルズ（エルギオス）
- ペルソナ5 スクランブル ザ・ファントム ストライカーズ（ウルフ / 長谷川善吉）
- ONE PUNCH MAN A HERO NOBODY KNOWS（蛇咬拳のスネック）
- 僕のヒーローアカデミア One's Justice 2（サー・ナイトアイ）
- ブリガンダイン ルーナジア戦記（アンジェ・シズラー）
- ポケモンマスターズ（コジロウ）
- 北斗の拳 LEGENDS ReVIVE（結城晶）
- 東京放課後サモナーズ（ヤマサチヒコ）
- 英雄伝説 創の軌跡（ランディ・オルランド）
- アークザラッド R（ハト）
- 聖闘士星矢 ライジングコスモ（暗黒ドラゴン、海馬のバイアン）
- Shadowverse（ピースキーパー・ヴィンセント）
- 真・女神転生III NOCTURNE HD REMASTER（車椅子の老紳士、ルシファー）
- セブンナイツ〜時空の旅人〜（ルディ）
- サンクタス戦記-GYEE-（トリトン）
- RANBU 三国志乱舞（趙雲）
- THE KING OF FIGHTERS ALLSTAR（2020年 - 2023年、ルディ、結城晶）
- ファンタジア・リビルド（クルツ・ウェーバー）

2021年
- ソード&ブレイド（禅淵）
- ファミコン探偵倶楽部 うしろに立つ少女（日比野達也）
- 異世界かるてっと 〜激突! ぱずるすくーる〜（レルゲン）
- クッキーラン: キングダム（千年樹クッキー）
- モンスターストライク（2021年 - 2024年、浦原喜助、ロイ・マスタング、日下部篤也）
- 鬼滅の刃 ヒノカミ血風譚（竈門炭十郎）
- モナーク/Monark（一橋鞍馬）
- スーパーロボット大戦30（2021年 - 2022年、リュウセイ・ダテ）
- セブンナイツ2（ルディ）
- 真・女神転生V（ルシファー）
- 僕のヒーローアカデミア ULTRA IMPACT（サー・ナイトアイ）
- 陰陽師（玉藻前）

2022年
- アークナイツ（リ－）
- クイズRPG 魔法使いと黒猫のウィズ（ダンタリオン / デイヴィッド）
- 機動戦士ガンダム アーセナルベース（2022年 - 2024年、ロックオン・ストラトス〈ニール・ディランディ、ライル・ディランディ〉）
- 穢翼のユースティア（ジークフリード・グラード）
- SDガンダム バトルアライアンス（ロックオン・ストラトス）
- ジョジョの奇妙な冒険 オールスターバトルR（ジャイロ・ツェペリ）
- ノーモア★ヒーローズ3（ジーン）
- とある魔術の禁書目録 幻想収束（ロイ・マスタング）

2023年
- 仮面ライダーバトル ガンバレジェンズ（仮面ライダー電王 ウイングフォーム / 超クライマックスフォーム）
- 崩壊:スターレイル（刃）
- Fate/Samurai Remnant（佐々木小次郎〈回想〉）
- BLUE REFLECTION SUN/燦（司城悠良）
- STAR OCEAN THE SECOND STORY R（ルシフェル）
- スカイフォートレス-オデッセイ（クロウ）

2024年
- BLUE PROTOCOL（ユーゴ）
- ドラゴンボール ザ ブレイカーズ（ザマス）
- ドラゴンボール Sparking! ZERO（ザマス）
- 真・女神転生V Vengeance（ルシファー）
- 箱庭開拓 ハムスターと太陽の里

2025年
- BLEACH Rebirth of Souls（浦原喜助）
- ユミアのアトリエ ～追憶の錬金術士と幻創の地～（黒外套の貴人）
- ファンタジーライフi グルグルの竜と時を盗む少女（エシェン / ゼルネス）
- 龍の国 ルーンファクトリー（クラマ）

### 吹き替え

#### 担当俳優
ジョニー・リー・ミラー
- エレメンタリー ホームズ&ワトソン in NY（2013年 - 2019年、シャーロック・ホームズ） - 7シリーズ
- トップ・ランナー（グレアム・オブリー）
- プランケット&マクレーン（ジェイムズ・マクレーン）

スコット・スピードマン
- アンダーワールドシリーズ（マイケル・コーヴィン）
  - アンダーワールド
  - アンダーワールド: エボリューション

- 死ぬまでにしたい10のこと（ドン・マトランド）
- フェリシティの青春（ベン・コヴィントン）

ダニエル・ウー
- エンター・ザ・フェニックス（ジョージ）
- 新宿インシデント（阿傑 “アージェ”）
- TAICHI/太極 ヒーロー（怪僧）
- ドラゴン・プロジェクト（ジェイソン）
- ブラッド・ブラザーズ -天堂口-（フォン）
- プロジェクトBB（現金輸送車警備員B）
- 香港国際警察/NEW POLICE STORY（ジョー・クアン）

チョン・ウソン
- ATHENA -アテナ-（イ・ジョンウ）
- ザ・ガーディアン/守護者（スヒョク）
- ザ・キング（ハン・ガンシク）
- サッド・ムービー（ジヌ）
- 人狼（チャン・ジンテ）
- デイジー（パクウィ）
- トンケの蒼い空（チョルミン “トンケ”）
- パダムパダム 〜彼と彼女の心拍音〜（ヤン・ガンチル）
- レストレス 〜中天〜（イ・グァク）
- 私の頭の中の消しゴム（チェ・チョルス）※DVD版
- 藁にもすがる獣たち（テヨン）

マイケル・ファスベンダー
- X-MENシリーズ（エリック・レーンシャー / マグニートー）
  - X-MEN:ファースト・ジェネレーション
  - X-MEN:フューチャー&パスト
  - X-MEN:アポカリプス
  - X-MEN:ダーク・フェニックス

- ジェーン・エア（エドワード・フェアファックス・ロチェスター）

マット・デイモン
- バガー・ヴァンスの伝説（ラナルフ・ジュナ）
- ボーンシリーズ（ジェイソン・ボーン）
  - ボーン・アイデンティティー ※フジテレビ版
  - ボーン・アルティメイタム ※フジテレビ版
  - ジェイソン・ボーン ※BSテレ東版

#### 映画
- 悪魔のくちづけ（ミニア・クローム〈ユアン・マクレガー〉）
- アタック・オブ・ザ・ジャイアントウーマン（マーク）
- アップダウン・ガールズ（ニール・フォックス〈ジェシー・スペンサー〉）
- アリゲーター2（不動産ブローカー）※ビデオ版
- 安市城 グレート・バトル（ヤン・マンチュン〈チョ・インソン〉）
- イグジステンズ（テッド・パイクル〈ジュード・ロウ〉）
- イップ・マン 葉問（ウォン・レオン〈ホヮン・シャオミン〉）
- インセプション（ロバート・フィッシャー〈キリアン・マーフィー〉）※劇場公開版
- インファナル・アフェア（若きヤン〈ショーン・ユー〉）※テレビ東京版
- インファナル・アフェア 無間序曲（チャン・ウィンヤン〈ショーン・ユー〉）※テレビ東京版
- ヴィクトリア女王 世紀の愛（アルバート公〈ルパート・フレンド〉[329]）
- ウィンター・ゲスト（アレックス）
- ヴェルサイユの宮廷庭師（アンドレ・ル・ノートル〈マティアス・スーナールツ〉）
- ウォンテッド（リペアマン〈マーク・ウォーレン〉[330]）※BSテレ東版
- 海の上のピアニスト（ナインティーン・ハンドレッド〈ティム・ロス〉）※DVD・ビデオ版
- エクスカリバーII 伝説の聖杯（ジャック〈ジョン・リードン〉）
- エクソシスト 信じる者（ドン・レヴァンス〈ラファエル・スバージ〉[331]）
- NYPD15分署（ボビー・ヴー〈バイロン・マン〉）※DVD・ビデオ版
- ガン&スピリット（マシュー〈ダニエル・エドワーズ〉）
- ガン&トークス（ジェヨン〈チョン・ジェヨン〉）
- キス&キル（スペンサー・エイムス〈アシュトン・カッチャー〉）
- 今日も僕は殺される（イアン・ストーン〈マイク・ヴォーゲル〉）
- グランツーリスモ（ダニー・ムーア〈オーランド・ブルーム〉[332]）
- グリース（ダニー〈ジョン・トラボルタ〉）※ソフト版
- クルーエル・インテンションズ（グレッグ〈エリック・メビウス〉）
- クロス・ミッション（パク・ガンム〈ファン・ジョンミン〉）
- 決戦・紫禁城（009〈ニック・チョン〉）
- ゴージャス ※ポニーキャニオンDVD・BD版
- コードネーム＞エタニティ（エタニエル〈キャメロン・バンクロフト〉）
- ゴーン・ベイビー・ゴーン（パトリック・ケンジー〈ケイシー・アフレック〉）
- サイバーネット（エマヌエル・ゴールドステイン〈マシュー・リラード〉）
- ザ・クロッシング（サム）
- サタデー・ナイト・フィーバー（トニー〈ジョン・トラボルタ〉）※DVD新録版
- サハラに舞う羽根（ハリー・フェバーシャム〈ヒース・レジャー〉）
- ザ・メイカー（ジョシュ・ミネル〈ジョナサン・リス＝マイヤーズ〉）
- 斬撃 -ZANGEKI-（ディラン〈ダニエル・パーシヴァル〉）
- 60セカンズ（フレブ〈ジェームズ・デュヴァル〉）※ソフト版
- ジョーズ -恐怖の12日間-（アレックス〈コリン・エッグレスフィールド〉）
- 白い嵐（ギル・マーティン〈ライアン・フィリップ〉）
- 白い帽子の女（フランソワ〈メルヴィル・プポー〉）
- スクールデイズ（鷹〈金城武〉）
- スクリーム（ビリー・ルーミス〈スキート・ウールリッチ〉）
  - スクリーム (2022)[333]
  - スクリーム6[334]
- ステイ（ヘンリー・レサム〈ライアン・ゴズリング〉）
- SLASH!（マック〈ジェームズ・オシェア〉）
- セイント（イリヤ・トレティアック〈ヴァレリー・ニコラエフ〉）※ソフト版
- ソードフィッシュ（アクセル・トーバルズ〈ルドルフ・マーティン〉）※日本テレビ版
- 太陽と月に背いて（アルチュール・ランボー〈レオナルド・ディカプリオ〉）
- ダンサー（スティーヴン〈ジョシュ・ルーカス〉）
- チャ刑事（チャ刑事〈カン・ジファン〉）
- Death Note/デスノート（L〈ラキース・スタンフィールド〉）
- テッド（レックス〈ジョエル・マクヘイル〉）
- 鉄板英雄伝説（ピーター〈アダム・キャンベル〉）
- 遠い空の向こうに（ホーマー・ヒッカム〈ジェイク・ジレンホール〉）
- トラブルメーカー（ウー〈金城武〉）
- ドント・ウォーリー・ダーリン（フランク〈クリス・パイン〉[335]）
- ナイト・オブ・ザ・リビングデッド（ジョニー〈ラッセル・ストライナー〉[336]）
- 28日後...（ジム〈キリアン・マーフィー〉）
- バーティカル・リミット（ピーター・ギャレット〈クリス・オドネル〉）※DVD・ビデオ版
- バッド・エデュケーション（アンヘル/フアン〈ガエル・ガルシア・ベルナル〉）
- バードケージ（ヴァル・ゴールドマン〈ダン・フッターマン〉）※ソフト版
- バレエ・カンパニー（ジョシュ〈ジェームズ・フランコ〉）
- 反則王（デホ〈ソン・ガンホ〉）
- ファイナル・デスティネーション（アレックス・ブラウニング〈デヴォン・サワ〉）※DVD版
- ファニーゲーム U.S.A.（ポール〈マイケル・ピット〉）
- フォーカス（ガリーガ〈ロドリゴ・サントロ〉）
- ブライアン・ジョーンズ ストーンズから消えた男（ブライアン・ジョーンズ〈レオ・グレゴリー〉）
- ブラッド・イン ブラッド・アウト
- ブラッド・パラダイス（アレックス〈ジョシュ・デュアメル〉）
- プレイデッド（クリス・オニール）
- ヘアスプレー（リンク・ラーキン〈ザック・エフロン〉）
- ヘラクレス 選ばれし勇者の伝説（ヘラクレス〈ポール・テルファー〉）
- ボウリング・フォー・コロンバイン（マリリン・マンソン）※テレビ東京版
- マイ・ルーム（ハンク〈レオナルド・ディカプリオ〉）
- マルチュク青春通り（ウシク）
- Mr.ウッドコック -史上最悪の体育教師-（ジョン・ファーリー〈ショーン・ウィリアム・スコット〉）
- 名探偵ピカチュウ（ロジャー・クリフォード〈クリス・ギア〉[337]、ヒトカゲ[338]）
- メイド・イン・アメリカ（撮影アシスタント）
- 許されざる者 ※テレビ朝日版
- ラストデイズ（ブレイク〈マイケル・ピット〉）
- ラッキー・ガール（デヴィッド・ペニントン〈クリス・カーマック〉）
- ラブ・アクチュアリー（カール〈ロドリゴ・サントロ〉、クリス）
- リゾーリ＆アイルズ シーズン4 第10話 （ブランドン・トーマス“B.T.”・サロン〈エリック・ウィンター〉）
- レベッカ（マキシム〈ローレンス・オリヴィエ〉[339]）※N.E.M版
- ロード・トリップ（フロント）
- ロビン・ウィリアムズのクリスマスの奇跡（ボイド・ミッチラー〈ジョエル・マクヘイル〉）
- ワールド・ウォーZ[340]（パイロット）

#### ドラマ
- 1923（スペンサー・ダットン〈ブランドン・スクレナー〉）
- iCarly
- ER緊急救命室シリーズ
  - シーズン4 #20（ジョー）
  - シーズン9 #13（エイデン〈リカルド・メディナ・Jr〉）
  - シーズン13 #16（ニック〈ショーン・サイポス〉）
  - シーズン15 #20（ジェイ〈ディエゴ・クラテンホフ〉）
- 英国サスペンス「THE BAY 〜空白の一夜〜」（ショーン・メレディス〈ジョナス・アームストロング〉[341]）
- NCIS: ニューオーリンズ シーズン2 #2（トラヴィス・ダルトン）
- エレメンタリー ホームズ&ワトソン in NY（シャーロック・ホームズ〈ジョニー・リー・ミラー〉）
- 王の顔（ソンジョ〈ソ・インジェ〉）
- 王女ピョンガン 月が浮かぶ川（オン・ダル〈ナ・イヌ〉[342]）
- コードネーム＞エタニティ（エタニエル〈キャメロン・バンクロフト〉）
- ザ・ホスピタル（チェン・クァン〈タン・ジーピン〉）
- 産婦人科医アダムの赤裸々日記（アダム〈ベン・ウィショー〉[343]）
- CSI:ベガス3 ザ・ファイナル #4（カルヴィン・ワールゼッキ〈アンドリュー・エルヴィス・ミラー〉）
- シー・ハルク:ザ・アトーニー（エミル・ブロンスキー / アボミネーション〈ティム・ロス〉[344]）
- シカゴ・メッド シーズン1 #18（ジェフ・クラーク〈ジェフ・へフナー〉）
- ジーニアス:世紀の天才 アインシュタイン（青年期のハンス・アルベルト・アインシュタイン〈ジョシュア・エイクハースト〉[345]）
- 新スタートレック（グリーソン大尉、レニー・マー、ヘイズ少尉）
- 神鵰侠侶（楊過〈ホアン・シャオミン〉）
- スーパーナチュラル（トム〈セバスチャン・スペンス〉）
- スリーピー・ホロウ（イカボッド・クレーン〈トム・マイソン〉）
- 聖石傳説（傲笑紅塵）
- SEX AND THE CITY（ジェリー “スミス”・ジェロッド〈ジェイソン・ルイス〉）
  - セックス・アンド・ザ・シティ
  - セックス・アンド・ザ・シティ2
- 対決スペルバインダー（ポール・レイノルズ〈ズビフ・トロフィミウク〉）
- 推奴（イ・テギル〈チャン・ヒョク〉）※テレビ東京版
- DMZ ニューヨーク非武装地帯（パルコ・デルガード〈ベンジャミン・ブラット〉[346]）
- ナルコの神（チョン・ヨファン〈ファン・ジョンミン〉）
- パリの恋人（ユン・スヒョク〈イ・ドンゴン〉）
- ビッグ 〜愛は奇跡〈ミラクル〉〜（ソ・ユンジェ / カン・キョンジュン〈コン・ユ〉[347]）
- ビヨンド・ザ・ブレイク（ジャスティン・ヒーリー）
- ブルーブラッド 〜NYPD家族の絆〜（キャシディ）
- ベイウォッチ（ローガン・ファウラー）
- ミディアム4 霊能者アリソン・デュボア #16（チャールズ・ウィンターズ〈ノア・ビーン〉）
- 名探偵モンク3 #16（ジェイコブ・カーライル）
- 名犬ファング
- 愉快なシーバー家（ジョナサン〈ブラッド・ピット〉）
- リベンジ（ノーラン・ロス〈ガブリエル・マン〉）

#### アニメ
- アイアンマン（ホーマー）
- 悪魔城ドラキュラ -キャッスルヴァニア-（アルカード[348]）
- 悪魔城ドラキュラ -キャッスルヴァニア-: 月夜のノクターン（アルカード）
- アドベンチャー・タイム（ブタ）
- ATOM（スパークス）
- アラジンシリーズ（アラジン）
  - アラジン ※2008年版
  - アラジン ジャファーの逆襲 ※2008年版
  - アラジン完結編 盗賊王の伝説
  - アラジンの大冒険
- X-MEN（テレビ東京版）（センチネル、スターボルト）
- ガジェット警部
- 絵文字の国のジーン（悪魔、ロケット[349]）
- オズ めざせ! エメラルドの国へ（かかし[350]）
- 怪盗グルーのミニオン超変身（ペリー[351]）
- きかんしゃトーマス（アーサー）※テレビ東京版
- キャッツ&カンパニー
- スター・ウォーズ: ビジョンズ（ジーマ）
- ドラゴンブースター（モードリッド・ペイン）
- トランスフォーマーシリーズ
  - ビーストウォーズ 超生命体トランスフォーマー（インフェルノ）
  - CG版ビーストウォーズ 激突!ビースト戦士（1998年、インフェルノ）
  - ビーストウォーズメタルス 超生命体トランスフォーマー（インフェルノ）
  - CG版ビーストウォーズ メタルス（1998年、インフェルノ）
- ビーストウォーズメタルス コンボイ大変身!（1999年、インフェルノ）
  - ビーストウォーズ 超生命体トランスフォーマー アゲイン（インフェルノ）
  - トランスフォーマー アーススパーク（レイザーフィン[352]）
- ドン・キホーテ（アンドレス）
- ハウス・オブ・マウス（アラジン）
- バズ・ライトイヤー（モー・モリソン[353]）
- バットマン ゴッサムナイト（バットマン / ブルース・ウェイン）
- フェ〜レンザイ -神さまの日常-（ヨウゼン[354]）
- ヘラクレス（アラジン）
- マスターオブスキル For the GLORY（陶軒[355]）
- ミッキーの悪いやつには負けないぞ!（アラジン）
- ミュータント・タートルズ（1987年テレビ東京版）（ビーバップ）
- RWBY（ローマン・トーチウィック[356]）
- ワンス・アポン・ア・スタジオ -100年の思い出-（アラジン）

#### テレビ番組
- The Wine Show -極上のワインに魅せられて-（マシュー・リース〈本人〉[357]）※ボイスオーバー

### 特撮
1999年
- ボイスラッガー（カオス）

2007年
- 仮面ライダー電王（ジークの声、ナレーション）
- 劇場版 仮面ライダー電王 俺、誕生!（ジークの声）

2008年
- 劇場版 さらば仮面ライダー電王 ファイナル・カウントダウン（ジークの声）

2009年
- 仮面ライダーディケイド（ジークの声）
- 劇場版 超・仮面ライダー電王&ディケイド NEOジェネレーションズ 鬼ヶ島の戦艦（ジークの声）

2010年
- 仮面ライダー×仮面ライダー×仮面ライダー THE MOVIE 超・電王トリロジー EPISODE BLUE 派遣イマジンはNEWトラル（ジークの声）

2011年
- ネット版 オーズ・電王・オールライダー レッツゴー仮面ライダー 〜ガチで探せ! 君だけのライダー48〜（ジークの声）

2014年
- 仮面ライダー×仮面ライダー ドライブ&鎧武 MOVIE大戦フルスロットル（メガヘクスの声）

2022年
- ウルトラギャラクシーファイト 運命の衝突（ウルトラマンジャックの声）

2023年
- 王様戦隊キングオージャー（2023年 - 2024年、カメジム・ウンカの声）
- 王様戦隊キングオージャー ラクレス王の秘密（ナレーション、カメジムの声）

2024年
- 王様戦隊キングオージャーVSキョウリュウジャー（カメジム・ウンカの声）

### デジタルコミック
- V・B・ローズ（2005年、杉本真紀） - 『花とゆめ』2005年 応募者全員サービス
- VOMIC NARUTO -ナルト-（2009年、ミズキ）
- VOMIC BLEACH（2011年、浦原喜助）
- BeeTV 近キョリ恋愛（2012年、櫻井ハルカ）
- 声優戦隊ボイストーム7（2013年、ボイスリー / 三廻部洋[360]）
- じいさんばあさん若返る（2020年 - 2021年、斎藤正蔵[361]）
- 家政夫のナギサさん（2022年、鴫野ナギサ）

### ラジオ
※はインターネット配信。
- アニキンFREEDOM（1994年 - 1998年、東海ラジオ放送）
- エンペラー黒田のゲーム業界裏の裏〜ゲームクリエイター・オフレコミーティング〜（ラジオ日本）
- フリーダム探偵局 大沼探偵部（1998年 - 2000年、AM神戸）
- 眞一郎と綾子のミッドナイトキーパーズ（1999年 - 2000年、文化放送）
- ネオロマンス Paradise（2001年 - 2002年、ラジオ日本・ラジオ関西）
- ネオロマンス Paradise Cure!（2003年 - 2004年、ラジオ大阪・文化放送）
- ファイナルファンタジータクティクス アドバンス・ラジオエディション
- オー!NARUTOニッポン（2005年、文化放送）
- BLEACH “B” STATION（2006年、文化放送）
- 韓風ラジオ（2006年 - 2007年、韓風.com※）
- 破天荒Radio（2007年 - 2008年、アニメイトTV※）
- 悪魔城ドラキュラ ラジオクロニクル（2008年、KONAMI STATION※）
- 薄桜鬼WEBラジオ 新選組通信（2009年 - 2010年、アニメイトTV※）
- 薄桜鬼集会 放送録（2011年 - 2014年、アニメイトTV※）
- Pokémon Radio Show! ロケット団ひみつ帝国（2012年、InterFM※）
- 頭文字D Radio Stage（2012年 - 2013年、音泉※・HiBiKi Radio Station※[362]）
- TVアニメぎんぎつね 銀とハルの稲荷通信（2013年、アニメイトTV※[363]）
- キルラキルラジオ（2013年 - 2014年、音泉※）[364]
- キルラキルラジオ改（2014年、音泉※）[365]
- PSYCHO-PASS サイコパスラジオ 公安局刑事課24時 選択なき幸福（2015年、音泉※）[366]
- PSYCHO-PASS サイコパスラジオ 公安局刑事課24時 選択なき幸福【移植版】（2016年、音泉※）[367]
- 幼女戦記 ラジオの悪魔（2017年、音泉※）[368]
- 三木眞一郎の「あいや暫」（2017年 - 2018年、音泉※）[369]
- 三木眞一郎の三木印（2020年 - 、音泉※）[370]
- 転生したら剣でした 師匠、一緒にラジオする（2022年、音泉※）

### ラジオドラマ
※はWebラジオ番組。
- 悪魔城ドラキュラX 追憶の夜想曲（リヒター・ベルモンド）
- フルメタル・パニック! 踊るベリー・メリー・クリスマス（クルツ・ウェーバー）
- 魔道祖師 日本語版ラジオドラマ（ナレーション[371]）
- 琵琶ロック（2022年※、ジョン・レノン似の男[372]）
- 転生したら剣でした ABEMA限定配信ショートボイスドラマ（2022年、師匠）

### CD

#### ドラマCD
- 穢翼のユースティア（ジークフリート・グラード）
- 青春鉄道 ドラマCD2 〜高速鉄道編〜（東北新幹線）
- 悪霊狩り〜ゴースト・ハントシリーズ（安原修）
  - 悪霊狩り〜ゴースト・ハント CDシネマ1 ヲリキリさまの鬼火
  - 悪霊狩り〜ゴースト・ハント CDシネマ2 ウラドは其処に居る
  - 悪霊狩り〜ゴースト・ハント CDシネマ3 えびす異神論
  - 悪霊狩り〜ゴースト・ハント CDシネマ4 悪夢の棲む家
- 阿佐ヶ谷Zippy（嵯峨トオル）
- アニメ店長シリーズ（殿鬼ガイ）
- アブナイ★恋の捜査室 シリーズ（穂積泪）
  - アブナイ★恋の捜査室 〜楽しい温泉旅行編〜
  - アブナイ★恋の捜査室 〜彼女の合コンを阻止せよ!編〜[373]
  - アブナイ★恋の捜査室 〜恐怖のキャンプ編〜[374]
- 戦ー少女イクセリオン（助手A、機動歩兵、ホームアナウンス、兵士B、タクシー運転手）
- いつでも召喚!サモンナイト4 第2巻 （セイロン）
- イノセント・サイズ（青鈍和摩）
- Weiß kreuz シリーズ（ヨージ）
- ヴァンパイア・ナイト 〜お笑い夜の祭典〜（ガロン、オルバス、サスカッチ）
- TVアニメーション「裏切りは僕の名前を知っている」オリジナルドラマCD2・3（祗王橘）
- 英雄伝説 零の軌跡 シリーズ（ランディ・オルランド）
  - 零の軌跡 レン物語 〜陽光のぬくもりに抱かれて〜
  - 零の軌跡 第一章 〜神狼たちの午後〜
- AR 〜another epilogue〜（ロウ）
- E'S（曳士）
- EX!（大和陽介）
- Lの季節 〜A piece of memories〜（舞波聖邪）
- おまけの小林クン（小林千尋）
- 怪盗アプリコット（屋敷渉）
- カオシックルーン（四屍マモル）
- 影執事マルクの響き 2（ドミニク）
- 風まかせ月影蘭 CDシネマ「CDネタにとっといた。」（岩崎岩兵衛）
- 彼方から（イザーク）
- 神to戦国生徒会（木田流）
- KEY THE METAL IDOL RADIO PROGRAM 3「憧れ」（吊木光）
- キッシ〜ズ（小栗次郎）
- 鬼の風水 透子 -TOUKO-（魏震華）
- 鬼絆 〜KIZUNA〜シリーズ（茨木童子）
- 機動戦士ガンダム00シリーズ（ロックオン・ストラトス）
  - 機動戦士ガンダム00 CDドラマ・スペシャル アナザーストーリー MISSION-2306
  - 機動戦士ガンダム00 CDドラマ・スペシャル アナザーストーリー Road to 2307
  - 機動戦士ガンダム00 CDドラマ・スペシャル アナザーストーリー COOPERATION-2312
- 君とナイショの…今日から彼氏（キミカレ） ドラマCD（綾瀬川頓人）
- Captain HOOK love's lock.シリーズ（ダーリング）
- キューカンバー×サンドイッチ（アレクセイ）
- 今日からマ王! O.S.T.2 + D（眞王）
- KIRAI（花田慎太郎）
- 霧 - the route of infection KANARIA.（レイン）
- 軍靴のバルツァー（ルドルフ・フォン・リープクネヒト[375]）※コミックス第11巻ドラマCD付き限定版
- GATE（城北力）
- ゲーマーズヘブン! 第1巻（ラッシュ）
- ゲムドラナイトスペシャル 大正浪漫雑記帳（黒井伯爵）
- 幻獣降臨譚（ユリストル）
- コーセルテルの竜術士物語（カディオ）
- ドラマCD 恋人はキャプテン（神坂龍之介）
- 鋼鉄三国志（周瑜公瑾）
- こころ（吉岡）
- 三千世界の鴉を殺し 1 - 5（サラディン・アラムート）
- サンダーバード秘密基地セット（係官A）
- ジハード（ラスカリス）
- 十二国記 東の海神 西の滄海（成笙）
- 12人の優しい殺し屋 Fate：Topaz（天野隼人）
- 10年初恋 春にして想うこと（園村高志）
- 小公女セーラ物語（ミンチン校長〈マリア・ミンチン〉）
- 少年探偵 鹿鳴敬介（呉警部）
- 新宿Guardian（向井政彦）
- スイス時計の謎（野毛耕司）
- スクラップド・プリンセス（シャノン・カスール）
- S・L・H ストレイ・ラブ・ハーツ! ドラマCD 第1巻（野生司恋雪）
- 世紀末プライムミニスター（岡崎彼方）
- 生誕祭奇談（伊月崇）
- 声優戦隊ボイストーム7（ボイスリー / 三廻部洋）※ドラマCD付きコミックス[376]
- 世界最強の魔王ですが誰も討伐しにきてくれないので、勇者育成機関に潜入することにしました。ドラマCD「魔王様監督? 適性試験実施」（2020年、リューディオ[377]）
- 世界でいちばん大嫌い（杉本真紀）
- ドラマCD ゼノサーガOUTER FILE Vol.1 - 3（ヘルマン）
- ZERO ZANY.シリーズ （WHITEHEAD）
- Tiny×Machinegunシリーズ（ライアン・ジェンキンス）
  - Tiny×Machinegun タイニー・マクダニエル捜査ファイル「THE KNOCKDOWN」
  - Tiny×Machinegun タイニー・マクダニエル捜査ファイル FILE No.2「SHADES OF GREY」
  - Tiny×Machinegun タイニー・マクダニエル捜査ファイル FILE No.3「BLOOD AND CIRCUSES」
- 篁破幻草子（嵯峨帝・神野）
- 断章のグリム ドラマCD -小人と靴屋-（鹿狩雅孝）
- ツバサ・クロニクル ドラマ&キャラソンアルバム『王宮のマチネ』三部作（桃矢）
- 翼を持つ者（十夜・イグラム）
- 停電少女と羽蟲のオーケストラ 第五楽章：涙（青明）
- テイルズ オブ リバース（ミルハウスト・セルカーク）
- 天歌奏流-TENKASOUL-（斉藤道三[378]）
- 天使禁猟区シリーズ（カタン）
- 天使1/2方程式（杉本真紀）※ドラマCD付き第4・7巻初回限定版[379][380]
- 転生王女は今日も旗を叩き折る 0（レオンハルト）
- 電脳戦機バーチャロン ドラマCD 『CyberNet Rhapsody』（敵A）
  - 電脳戦機バーチャロン ドラマCD 『COUNTER POINT 009A』
- 東京クレイジーパラダイス（白神竜二）
- ときめきメモリアル Girl's Sideシリーズ（三原色）
- ときめきメモリアル 虹色の青春 forever vol.1 - 5（沢渡透）
- ドラゴン騎士団（リュクレオン）
- Trinity Blood（ブラザー・マタイ）
- ドラマCD トルネコの大冒険 不思議のダンジョン（王子）
- 長屋王残照記（長屋王）
- 夏子の酒（黒岩慎吾）
- ネバギバ!（真野先生）
- バウンティソード外伝・鋼鉄の龍（ロジャー）
- 覇王大系リューナイト CDシネマ「カイオリスへの旅立ち」第1章、第4章（セイル）
- 鋼の錬金術師 霧のオクダーレ（ブランドン・ザッカーマン）※本誌付録のドラマCD
- 薄桜鬼 シリーズ（土方歳三）
  - 薄桜鬼 ドラマCD 〜新選組捕物控〜 前編・後編
  - 薄桜鬼 ドラマCD 〜若殿道中記〜
  - 薄桜鬼 ドラマCD 〜千鶴誘拐事件帳〜
  - 薄桜鬼 ドラマCD 〜島原騒動記〜
  - 薄桜鬼 ドラマCD 〜寒桜絵巻〜
  - 薄桜鬼 ドラマCD 〜会津隠密帳〜[381]
  - 薄桜鬼 ドラマCD 〜近藤さんの悩みの種〜[382]
  - 薄桜鬼 黎明録 ドラマCD 〜龍之介淡恋秘話〜
  - 薄桜鬼 〜音声奏曲集〜
  - アニメ「薄桜鬼」ドラマCD 〜星夜の想い〜
  - アニメ「薄桜鬼」ドラマCD 〜改名秘帖録〜
- 幕末志士の恋愛事情 シリーズ（岡田以蔵）
  - 幕末志士の恋愛事情 ドラマCD 〜姫こう夜伽 ひかる君の手〜
  - 幕末志士の恋愛事情 ドラマCD あまつ乙女の争奪さわぎ 〜ほろ酔い祇園の夢一夜〜[383]
- 幕末恋華 新選組（斎藤一）
- 箱詰めCD2 吸血鬼と一緒に箱詰め（吸血鬼 兄）
- はじめの一歩（幕之内一歩）
- バス走る。「空曲がり停留所」（木村）
- 破天荒遊戯シリーズ（バロックヒート）
- 花帰葬シリーズ（玄冬）
- 花ざかりの君たちへ（難波南）
- 話が違う
- 流行り神 ドラマCD（末松浩次）
- Barico シリーズ（アルバート・ファーカー〈アル〉）
  - Barico 珈琲円舞曲 -coffee waltz-
  - Barico 子猫狂詩曲 -kitten rhapsody-
- 遙かなる時空の中でシリーズ（源頼久、源頼忠、有川将臣、柊、降三世明王）
- ハーレムビートは夜明けまで 1 - 3（蒼夜）
- 羊のうた（水無瀬）
- 封殺鬼シリーズ（野坂三吾）
- Fate/Prototype 蒼銀のフラグメンツ Drama CD（キャスター[384]）
- ふたりじめ 戦国夫婦物語（細川忠興[385]）
- BLACK WOLVES SAGA Original Sound Track plus Drama（ネッソ・ガーランド）
- BLACK CAT（クリード＝ディスケンス）
- BLOOD ALONEシリーズ（スライ）
- プリンセスハーツ〜麗しの仮面夫婦の巻〜（キーマ・パパラギ）
- PROJECT ARMS（新宮隼人）
- ベルサイユのばら-忘れ得ぬ人・オスカル-（アンドレ・グランディエ）
- ヘルズキッチン（ドグマ）
- ホットギミック ドラマCD（成田凌）
- 魔界学園II 激闘編（使者、部員B）
- マフィアな★ダーリン（袴田睦月）
- 魔法使いの娘（鈴の木無山）
- <81プロデュースオリジナルドラマCD> まもりたい（マイヤー・リェン・ミ・キア）
- 無法地帯 〜放し飼い動物園〜（ツエツエバエ、五反田三木、シマウマ）
- 名作文学（笑）VSシリーズ 北風VS太陽（北風）
- モーテ -水葬の少女-（ジャンカ[386]）
- 山田太郎ものがたり（山田和夫）
- ラスト・エスコート（鷹見彬）
- ラノベ王子☆聖也（高良翼[387]）
- ルイの魔裁判2（カガシュ）
- LUCIFER（佐久間和斗）
- レインボーマン（嵐大樹）
- レーカン!（天海朝陽[388]）
- レヴァリアース シリーズ（ザード）
- ロマネスクバリエ〜伝奇的変奏曲〜（シド・アゼル）
- WILD ADAPTERシリーズ（関谷純）
- ワンダル・ワンダリング!（オンマル）

#### BLCD
- アーサーズ・ガーディアン 赤版（クリスティアン・シュナイダー）
- 愛かもしれない -山田ユギバンブーセレクションCD2-（吉村）
- 間の楔（カッツェ）
- 赤の神紋（新渡戸新）
- あなたと恋におちたい（喜多野遼一）
- あなたのためならどこまでも (七海洋一)
- ANIMAL X（友人、ヤクザ2）
- 危ないシリーズ（佐渡章吾）
  - 危ない修学旅行
  - 危ないサマーバケイション
- アンバサダーは夜に囁く（ジャック)
- 美しいひと（周防カイエ）
- 海ニ眠ル花（サカキ）
- エスシリーズ（篠塚英之）
- ESCAPE4・5（幸淳生）
- N大附属病院 夢の後ろ姿（菊池尊臣）
- オープン・セサミ（香住由貴・佳樹・ユキ・牙・たっくん）
- 王子様☆ゲーム（傲龍）
- 王子さまLV1シリーズ（レイブン・ロストハート）
  - スパイメモをチェックせよ
- お兄さんは生徒会長様（桜庭知華）
- 親猫シリーズ4 親猫は愛を宿す（天野悟）
- 御界/ON-KAI（仁竜）
- 顔のない男（飛滝惣三郎）
- 子供（ガキ）の領分シリーズ（小林芳樹）
- 学園エンペラー〜愛してみやがれ〜（ケント）
- 学園ヘヴン DJCD BL学園放送部『ベル☆ラジ』（成瀬由紀彦）
- 片恋パラダイス（矢部祐二）
- 影の館シリーズ（ミカエル）
- 歓楽の都（レイ）
- 貴族シリーズ6 高潔な貴族は愛を得る（クレイトン公爵ヴィクター）
- Candy-Store（保坂光一郎）
- Candy Quartz apartmentシリーズ（暁）
- 金のカイン（火野カイン）
- きわどい賭（布施圭梧）
- クリムゾン・スペル 1・2（ハルヴィル・フロプト）
- グレイ・ゾーンシリーズ（由利潤一郎）
- くらっしゅ+ゴーストハンターズシリーズ（柊聖弥）
  - 〜Nightmere 夢の住人〜
- 兄弟限定!BROTHER×BROTHERシリーズ（尾木）
  - 兄弟限定!BROTHER×BROTHER 2
- 獣たちの…妄執。（イアン・エヴァンス）
- 恋の診察室（海都洋）
- 恋のはなし（新山慶吾）
- 豪華客船で恋は始まるシリーズ（ゴールドスミス）
- 言ノ葉ノ世界（仮原眞也）
- ごはんを食べようシリーズ（月島晶）
- コルセーアシリーズ（セサーム）
- SASRA 3（鈴村幸之助）
- 座布団 シリーズ（山九亭初助）
- 三百年の恋の果て（祥真）
- 幸せのLEVELシリーズ（羽丘愁那）
- 地獄めぐり（上）（烏枢沙摩明王）
- 慈英＆臣シリーズ（秀島慈英）
  - しなやかな熱情
  - ひめやかな殉情
  - あざやかな恋情
  - さらさら。
  - やすらかな夜のための寓話
  - はなやかな哀情
  - たおやかな真情
  - あでやかな愁情
- GP学園生徒会執行部シリーズ（敦賀鳴一）
  - GP学園情報処理部
  - GP学園情報処理部2
  - GP学園生徒会執行部
- 社長のおじかん。（鳥居亮）
- 少年四景 〜小野塚カホリ作品集〜（関）
- 職員室でナイショのロマンス（有賀玲一郎）
- しょせんケダモノシリーズ（桃川祐也）
- 白鷺シリーズ（弥刀紀章）
- 信号機シリーズ オレンジのココロ -トマレ-（伊勢逸見）
- 紳士協定を結ぼう!（梛契己）
- 新宿ラッキーホール（桧山苦味)
- 新説・源氏物語 -藤壺の章-（光源氏）
- 好きなものは好きだからしょうがない!!シリーズ（水都真一朗）
- スキャンダルシリーズ（道前寺司）
  - あいつとスキャンダル
  - 放課後はスキャンダル
  - 学園祭はスキャンダル
- ストロベリー・デカダンシリーズ（小暮太郎）
- 清澗寺家シリーズ（清澗寺貴久）
- 世界は二人のために（樫尾凪）
- 抱かれたい男1位に脅されていますシリーズ（羽柴）
- タクミくんシリーズ（斉木晴臣、タケル）
  - Sincerely
  - ギイがサンタになる夜は
- 男子寮でロマンスを（一条冬彦）
- 探偵青猫（蜂王子刑事）
- ツインズ シリーズ（三千院夜人）
- ツーリング・エクスプレス（セザール・ガブリエル）
- デコイ 迷鳥（篠塚英之）
- DEADLOCK（ネイサン・クラーク）
- 同棲愛（馬堀貴文）
- いナイトはお熱いのがお好き（三千院夜人）
- 殴る白衣の天使（正宗誠一郎）
- 名も無き鳥の飛ぶ夜明け（蝙蝠）
- 憎らしい彼（上田秀樹）
  - 悩ましい彼
- 二重螺旋シリーズ（篠宮雅紀）
  - 二重螺旋
  - 二重螺旋2 -愛情鎖縛-
  - 二重螺旋3 -攣哀感情-
  - 二重螺旋4 -相思喪曖-
  - 二重螺旋5 -深想心理-
  - 情愛のベクトル（全員サービスドラマCD）
- 虹の入り江 トラブルスタジオ（古井修〈レトロ〉）
- ニュースセンターの恋人（小篠和哉）
- 花嫁は二度さらわれる（ローランド・モリエール）
- パパ×ミラシリーズ（宗方鏡介）
- 薔薇の名前（紗倉巧）
- 春を抱いていたシリーズ（香藤洋二）
- デリバリーホストシリーズ2 秘書は艶然とうそをつく（高根一磨）
- 110番は恋の始まり（剣持薫）
  - 110番は甘い鼓動
- Fragrance Tale「エバーラスティング・ノート」（クレイドル）
- プラス20cmの距離（榊木蓉一）
- プラチナ（魔法使い・テロリスト）
- Pretty Babyシリーズ（稲葉佳慧）
- FLESH&BLOOD 第9巻（キット〈マーロウ〉）
- ベンチマークに恋をして（五十嵐邦彦）
- ボーダー・ラインI・II・III (由利潤一郎)
- 僕の声 金のがちょう編（保坂條一郎）
- 僕らの王国 1 - 2（リュセル・シグレ・黒崎）
  - 僕らの王国 バラエティCD
- ホーム・スウィート・ホーム（青木和貴）
- まほデミー週番日誌シリーズ（ノワール）
  - 魔法学園微熱クラブ
  - 魔法学園秘密ガーデン
  - 魔法学園夢幻パレス
  - 魔法学園誘惑レッスン
  - 魔法学園大運動会 前夜祭
  - 魔法学園流星ワルツ
  - 魔法学園迷宮ロマンス
  - 魔法学園禁断ポエム
- マルサのお・と・こ（氷室刃）
- マンガ家 シリーズ（甘利）
  - きみがいなけりゃ息もできない
  - きみがいるなら世界の果てでも
- 胸さわぎシリーズ（藤島優）
- MOMO CAN〜桃缶シリーズ（風鬼）
- 優しい関係（印南司）
- 闇に契りし者、汝の血を（ユベール）
- やんなっちゃうくらい愛してる（最上享二）
- 唯我独尊な男（ジャック・ライアン）
- よくある話。（袴田俊樹）
- ラ・ヴィアン・ローズ（横田一眞）
- 龍を飼う男（劉光良）
- LIVE×EVIL 灼熱のエデマ/熱砂のプロメテウス（コウ・テラカド）
- LEVEL-Cシリーズ（本城一臣）
- ワイルド・ロック（少年時代のセレム）
- WORKDAY WARRIORS（今井恭章）

#### 朗読・ラジオCD
- うずらっぱ朗読CD「山月記」（小西克幸との掛合い朗読）
- 彼氏以外4 〜元彼との過ち〜（佐倉ハル）
- 感応時間10 〜海神の呼ぶ声〜（海狼）
- 官能昔話6 〜戦国恋絵巻〜
- 機動戦士ガンダム00 VoiceActerSingle II 三木眞一郎 come across ロックオン・ストラトス
- 月刊男前図鑑シリーズ特別編 月刊光源氏図鑑 六条|朝顔編 白椿盤
- 月刊男前図鑑 年上編 白盤
- オリジナル朗読CDシリーズ The Time Walkers 2 坂本龍馬
- 12人の優しい殺し屋「INTRODUCTION」（天野隼人）
- 戦国武将物語〜豪傑編 その弐〜（第五話「榊原康政物語」）
- ソレスタルステーション00 GN粒子最大散布スペシャルCD 第1巻（ゲスト）
- 薄桜鬼通信WEBラジオ 新選組通信録 第1〜9集
- ふしぎ工房症候群 EPISODE.6「クリスマスの出来事」

### オーディオブック
- 天地明察（2015年、関孝和）
- 蒼のファンファーレ（2020年[389]）
- 世界最強の魔王ですが誰も討伐しにきてくれないので、勇者育成機関に潜入することにしました。1〜2（2020年、リューディオ[390][391]）
- 剣と魔法の税金対策（2022年、ブルー・ゲイセント[392]）

### 映像商品
- SUPER VOICE WORLD 夢と自由とハプニング DVD
- BLEACH SOUL SONIC 2005 "夏"
- ハチロク極（MONDO21）
- イベントDVD 薄桜鬼 〜桜の宴〜

### CM
- 機動戦士ガンダム00 ガンダムマイスターズ（ロックオン・ストラトス）
- スーパーロボット大戦シリーズ（リュウセイ・ダテ）
  - スーパーロボット大戦ORIGINAL GENERATION
  - スーパーロボット大戦OG ORIGINAL GENERATION2
  - スーパーロボット大戦OG ORIGINAL GENERATIONS
- CHEMISTRYシングル Period（ナレーション、ロイ・マスタング）

### ナレーション
- BSマンガ夜話
- ともに生きていく 〜SHELLYとダニエルが歩いた 東北500キロ〜
- Let's天才てれびくん
- ゲッタウェイ スーパースネーク（日本版劇場予告編）
- WEDNESDAY F1 TIME
- MFゴースト[393]

### 携帯コンテンツ
- カレフォン（鷹村一哉）
- 君とナイショの…今日から彼氏（綾瀬川彩人）
- 恋人はキャプテン（神坂龍之介）
- ドラマ配信サービス 「GP学園情報処理部」（敦賀鳴一）
- 幕末志士の恋愛事情 iOS版（岡田以蔵[394]）

### テレビドラマ
- 連続テレビ小説『エール』（2020年11月16日、NHK） - 後宮春樹役[395]

### 舞台
- Messiah〈GAKI PRODUCE〉（1999年11月、東京芸術劇場小ホール） - ライ 役
- 乱童 RAN-DOH（2009年10月30日・31日、天王洲 銀河劇場）
- 乱童 RAN-DOH（再演）（2010年1月3日 - 5日、青山劇場）
- リーディングドラマ LOVE LETTERS 20th Anniversary Special（2010年6月26日、PARCO劇場）[396]
- 音楽劇 オリビアを聴きながら（2011年9月18日 - 24日、青山円形劇場）
- リーディングドラマ LOVE LETTERS 2011 21st Anniversary（2011年11月23日、PARCO劇場）[397]
- 音楽劇 オリビアを聴きながら（再演）（2012年8月22日 - 31日、青山円形劇場）[398]
- The MERCY SEAT〈The Mercy Seat (play)〉（2016年4月13日 - 17日、シアタートラム） - ベン 役
- 新朗読企画 久世光彦 黄昏かげろう座「江戸川乱歩『屋根裏の散歩者』『人でなしの恋』」（2016年12月10日 - 11日、スペースFS汐留）[399]
- 音楽朗読劇 さよならソルシエ（2016年12月3日・4日、サウンドシアター） - ジャン・サントロ 役
- 舞台版 声優に死す〜other side〜（2017年10月28日、全労済ホール／スペース・ゼロ）[400]
- オーディオドラマシアター『黄昏流星群』（2017年11月22日、eplus LIVING ROOM CAFE&DINING）[401]
- 『神楽坂怪奇譚「棲」』 再再演（2018年11月24日、THEGLEE） - 女（12時半、16時公演）、泉鏡花（20時半公演）役[402]
- 朗読劇 タチヨミ -第六巻-（2020年1月11日 - 12日、小劇場B1）[403]
- オーディオドラマシアター『黄昏流星群』Vol.4（2020年2月3日 - 4日、eplus LIVING ROOM CAFE&DINING）[404]
- リーディング 曲がり角の悲劇（2020年7月31日 - 8月9日、オンライン配信）[405]
- 風吹く街の短篇集 第三章 「リーディング『LYNX reading』」（2020年9月23日 - 24日、本多劇場）[406]
- 朗読劇 素晴らしき哉!人生!（2020年10月25日、オンライン配信）[407]
- 10knocks〜その扉を叩き続けろ〜「ドラマチック・リーディング『いとしの儚 -100DaysLove-』」（2020年12月10日、新宿紀伊國屋ホール）[408]
- リーディング 怪談贋皿屋敷（2020年12月19日、日本教育会館一ツ橋ホール）[409]
- 朗読と能で描く陰陽師と鬼の世界「幽玄朗読舞『KANAWA』」（2021年9月5日、銀座博品館劇場） - 安倍晴明 役[410]
- 狂言朗読公演『狂言男師 響 〜宵の月【二人大名・棒縛】〜』（2021年11月27日、セルリアンタワー能楽堂） - ツレ大名（二人大名）、次郎冠者（棒縛）役[411]
- ミュージカル 明治座で逆風に帆を張・る!!（2021年12月28日 - 29日、明治座）[412]
- 朗読劇 じいさんばあさん若返る（2024年8月11日、科学技術館 サイエンスホール）[413]
- 音楽朗読劇『仮面の男』〜アレクサンドル・デュマ・ペール『ダルタルニャン物語』より〜（2025年3月9日、博品館劇場） - アトス 役 他[414][415]
- 朗読劇『告白 コンフェッション』（2025年6月29日〈予定〉、I'M A SHOW） - 石倉 役[416][417]

### 玩具
- COMPLETE SELECTION MODIFICATION（玩具、ジーク）
  - デンオウベルト & ケータロス（2017年9月）
  - デンオウベルト MOVIE EDITION（2021年12月）[418]

### パチンコ・パチスロ
- ローズテイルシリーズ（CRローズテイルアルティメット、CR野薔薇物語 豊丸産業のパチンコ台）：ディーラー 役
- CR忍術決戦月影（隼）
- うる星やつら関連（面堂終太郎）
  - サミー「パチスロうる星やつら」
  - サミー「パチスロうる星やつら2」
  - サミー「パチスロうる星やつら3」

### その他コンテンツ
- バナナ白書〜何でもありの僕と彼女（1994年、顔出し出演）
- あの歌がきこえる
- 祝15周年!ポケモン映画名シーン超ランキングスペシャル!!（コジロウ）
- 12人の優しい殺し屋（天野隼人）
- 東京ディズニーシー 海底2万マイル（クルー）
- アニ店特急 2007年夏（パーソナリティ）
- 東京国立博物館特別展「北京故宮博物院200選」音声ガイド（乾隆帝）
- 東京ディズニーリゾート（アラジン）
- 世界の衝撃ストーリー（声の出演）
- 世界が騒然!本当にあった(秘)ミステリー（声の出演）
- ブルバスター 激録!波止工業24時（田島鋼二）
- 愛天使世紀ウェディングアップル（2025年、朝陽潤一郎[419]）

## ディスコグラフィ

### キャラクターソング
| 発売日         | 商品名                                                                                 | 歌                                                                              | 楽曲                                              | 備考                                                                                   |
| -------------- | -------------------------------------------------------------------------------------- | ------------------------------------------------------------------------------- | ------------------------------------------------- | -------------------------------------------------------------------------------------- |
| 1997年12月10日 | ロケット団よ永遠に                                                                     | ロケット団                                                                      | 「ロケット団よ永遠に」                            | テレビアニメ『ポケットモンスター』挿入歌                                               |
| 1997年12月10日 | ロケット団よ永遠に                                                                     | コジロウ（三木眞一郎）                                                          | 「ラッキーラッキー」                              | テレビアニメ『ポケットモンスター』関連曲                                               |
| 1999年10月27日 | ニャースのパーティ                                                                     | 歌：ニャース（犬山犬子） / ゲスト：ムサシ（林原めぐみ）とコジロウ（三木眞一郎） | 「ニャースのパーティ」                            | テレビアニメ『ポケットモンスター』エンディングテーマ                                   |
| 2001年7月21日  | 前向きロケット団!                                                                      | ロケット団                                                                      | 「前向きロケット団！」                            | テレビアニメ『ポケットモンスター』エンディングテーマ                                   |
| 2001年7月21日  | 前向きロケット団!                                                                      | ロケット団                                                                      | 「もっと前向きロケット団！（RE-MIX Ver.）」       | テレビアニメ『ポケットモンスター』関連曲                                               |
| 2008年3月26日  | Double-Action Wing form                                                                | 野上良太郎（佐藤健）、ジーク（三木眞一郎）                                      | 「Double-Action Wing form」                       | テレビドラマ『仮面ライダー電王』挿入歌                                                 |
| 2008年9月24日  | 三木眞一郎 come across ロックオン・ストラトス                                          | ロックオン・ストラトス（三木眞一郎）                                            | 「永遠の螺旋」 「Answer」                         | テレビアニメ『機動戦士ガンダム00』関連曲                                               |
| 2010年9月15日  | 機動戦士ガンダム00 Anthology BEST ADVOCACY OF CONGRUITY                                | ロックオン・ストラトス（三木眞一郎）                                            | 「絆」                                            | テレビアニメ『機動戦士ガンダム00』関連曲                                               |
| 2016年10月26日 | アニメ「ポケットモンスターXY&Z」キャラソンプロジェクト集vol.2 -総集編-                 | ロケット団                                                                      | 「ロケット団 団歌」                               | テレビアニメ『ポケットモンスター XY&Z』エンディングテーマ                              |
| 2024年4月8日   | 添い遂げYO-YO!!                                                                        | 正蔵（三木眞一郎）、イネ（能登麻美子）                                          | 「添い遂げYO-YO!!」                               | テレビアニメ『じいさんばあさん若返る』エンディングテーマ                               |
| 2024年8月28日  | ゆりかごから墓場まで ～From cradle to grave～                                          | 法月仁（三木眞一郎）、十王院グループ社員有志                                    | 「ゆりかごから墓場まで ～From cradle to grave～」 | 劇場アニメ『KING OF PRISM -Dramatic PRISM.1-』挿入歌                                   |
| 2025年8月20日  | 『KING OF PRISM-Your Endless Call-み〜んなきらめけ！プリズム☆ツアーズ』Song Collection | 法月仁（三木眞一郎）                                                            | 「恋しさと せつなさと 心強さと」                  | 劇場アニメ『KING OF PRISM-Your Endless Call-み〜んなきらめけ!プリズム☆ツアーズ』挿入歌 |

### その他参加作品
| 発売日        | 商品名                                                       | 歌 | 楽曲                            | 備考                                                                      |
| ------------- | ------------------------------------------------------------ | --- | ------------------------------- | ------------------------------------------------------------------------- |
| 1999年3月25日 | INITIAL D VOCAL BATTLE                                       | 三木眞一郎、川澄綾子 | 「around the world」            | テレビアニメ『頭文字D』関連曲                                             |
| 2000年2月10日 | dream power-翼なき者たちへ-                                  | A・G・A・S | 「dream power-翼なき者たちへ-」 | 『文化放送A&Gゾーン』イメージソング                                       |
| 2000年2月17日 | 悠久音楽祭 〜エンフィールドからシープクレストへ〜 ボーカル編 | 氷上恭子、折笠愛、西原久美子、長沢美樹、浅田葉子、飯塚雅弓、置鮎龍太郎、畑亜貴、清水夕紀美、池澤春菜、笠原弘子、三木眞一郎、堀江由衣、麻績村まゆ子 | 「友達といるときは」            | ライブイベント『悠久音楽祭 〜エンフィールドからシープクレストへ〜』歌唱曲 |
| 2000年8月23日 | 悠久組曲 All Star Project サウンドトラック                   | 置鮎龍太郎、子安武人、氷上恭子、飯塚雅弓、西原久美子、三木眞一郎、松本保典、宮村優子、麻績村まゆ子、長沢美樹                                       | 「the world of eternity song」  | ゲーム『悠久組曲 All Star Project』エンディングテーマ                     |